# Carlos Luis Morales
Carlos Luis Morales Benites (Guayaquil, 12 de junho de 1965 – Samborondón, 22 de junho de 2020) foi um futebolista e político equatoriano que atuava como goleiro.

## Biografia
Morales atuou no Barcelona de Guayaquil, com o qual foi vice campeão da Copa Libertadores da América de 1990. Também jogou no Independiente quando conquistou o Torneio Clausura do Campeonato Argentino de Futebol.
Morales representou a Seleção Equatoriana de Futebol nas Copa América de 1987, 1989 e 1995.
Foi prefeito da província de Guayas.
Morreu no dia 22 de junho de 2020 em Samborondón, aos 55 anos.